# Christoph Kindervater

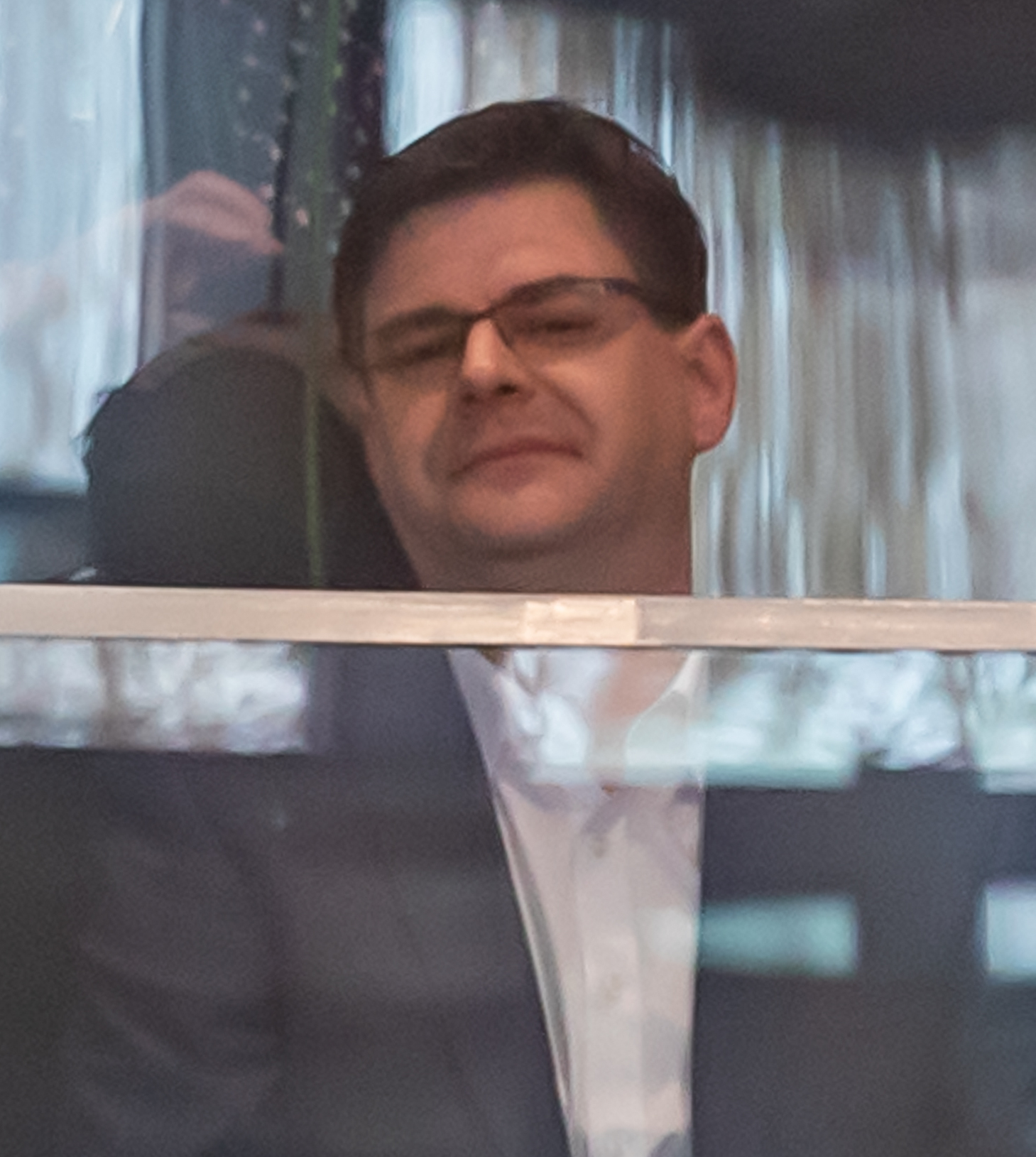
Christoph Kindervater auf der Besuchertribüne des Thüringer Landtages am 5. Februar 2020

Christoph Kindervater (* 1977) ist ein deutscher Politiker (parteilos). Er kandidierte am 5. Februar 2020 auf Vorschlag der AfD als Kandidat bei der Wahl des Thüringer Ministerpräsidenten in drei Wahlgängen.
Kindervater hatte sich der AfD, der CDU und der FDP als möglicher Ministerpräsident angeboten. Aufmerksamkeit erregte insbesondere die nur zum Schein aufrechterhaltene Kandidatur Kindervaters im dritten Wahlgang, in dem die AfD-Fraktion im Thüringer Landtag erstmals in der deutschen Parlamentsgeschichte ihrem eigenen Kandidaten trotz offizieller Nominierung keine Stimme gab, um die Kandidatur des nur daraufhin angetretenen Thomas Kemmerich (FDP) zu unterstützen. Die Wahl Kemmerichs zum Ministerpräsidenten auf Basis der AfD-Stimmen löste die Regierungskrise in Thüringen 2020 aus und wurde von der Öffentlichkeit weithin als „Tabubruch“ und als erste Kooperation bürgerlicher Parteien auf Landesebene mit Rechtsextremen seit der Weimarer Republik eingeschätzt.
Der Ingenieur Kindervater war von Juni 2016 bis zum 6. Februar 2020 ehrenamtlicher Bürgermeister der Gemeinde Sundhausen (361 Einwohner) im thüringischen Unstrut-Hainich-Kreis.

## Politik

### Tätigkeit als Kommunalpolitiker
Kindervater wurde im Juni 2016 in einer Stichwahl mit 153 von 190 Stimmen zum ehrenamtlichen Bürgermeister der Gemeinde Sundhausen gewählt. 2019 kandidierte er auf der CDU-Liste für den Kreistag des Unstrut-Hainich-Kreises, erhielt jedoch keinen Sitz.

### Positionen
Kindervater schrieb als Kommentar zu einem Online-Artikel von Henryk M. Broder zum Holocaust-Gedenktag am 27. Januar 2020 von einem „Merkel-Regime“ und „Regime-Medien“ und mit Bezug zur aktuellen Nahostpolitik Deutschlands: „Machen sie [Broder] nicht den gleichen Fehler wie die Medien und die Historiker und nehmen die Deutschen dafür in Sippenhaft, was dieses Regime tut.“ So seien es auch nicht „DIE DEUTSCHEN“ gewesen, die „in Auschwitz Wache standen.“ Er bestätigte gegenüber dem MDR, dass der Kommentar von ihm stamme und er zu seinen Aussagen stehe.
Als Kindervater sich Anfang Februar 2020 mit einem Schreiben an die Abgeordneten der CDU, der FDP und der AfD für die Kandidatur um das Amt des Ministerpräsidenten in Thüringen ins Spiel brachte, bezeichnete er sich selbst als Unterstützer des Vereins Werteunion.

### Kandidatur als Thüringer Ministerpräsident

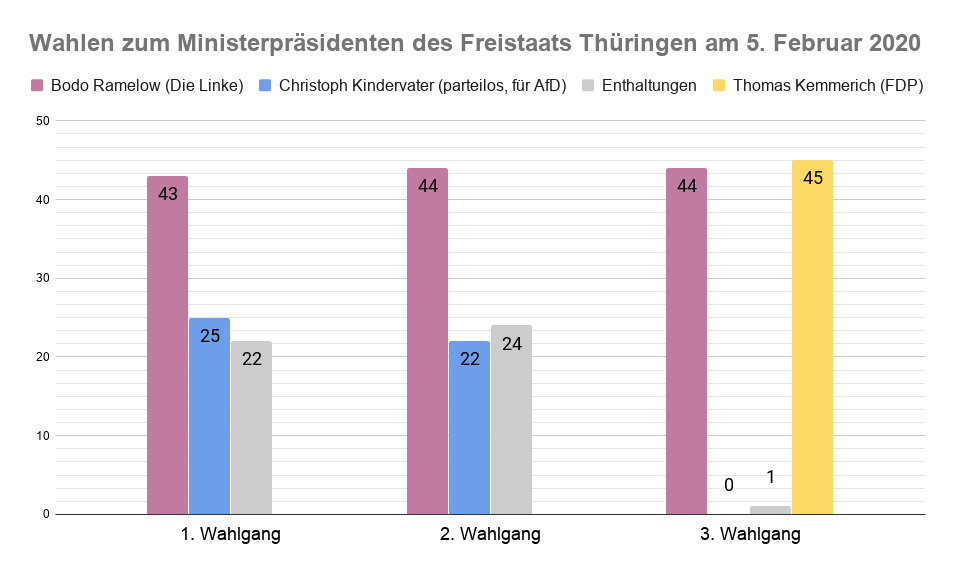
Wahlgänge zu Wahl des Thüringer Ministerpräsidenten am 5. Februar 2020.

Nach der Landtagswahl in Thüringen 2019 hatte die amtierende Koalition aus Linken, SPD und Grünen ihre bisherige Mehrheit im Landtag verloren. Kindervater bot sich daraufhin in einem Schreiben an die Landesparteien von CDU, FDP und AfD als Kandidat für das Amt des Ministerpräsidenten an, um die Wiederwahl von Bodo Ramelow (Die Linke) an der Spitze einer rot-rot-grünen Minderheitsregierung zu verhindern.
Die Ministerpräsidentenwahl fand am 5. Februar 2020 statt. Die 22-köpfige AfD-Fraktion schlug Kindervater vor. Im ersten Wahlgang erhielt Kindervater 25 von 90 Stimmen, Ramelow 43 Stimmen, bei 22 Enthaltungen. Damit erhielt Kindervater mindestens drei Stimmen aus den Reihen anderer Fraktionen und es konnte erstmals ein von der AfD vorgeschlagener Kandidat bei der Wahl eines Ministerpräsidenten nachweislich Stimmen aus anderen Fraktionen für sich verbuchen. Zuvor war das bereits Albrecht Glaser bei der Wahl des deutschen Bundespräsidenten 2017 gelungen.
Im zweiten Wahlgang erreichte Kindervater nur noch 22 Stimmen, das entsprach genau der Zahl der AfD-Sitze im Landtag. Auch im dritten Wahlgang erhielt die AfD-Fraktion ihren Wahlvorschlag Kindervater aufrecht. Zusätzlich schlug die FDP-Fraktion aber nun, wie vorher für diesen Fall angekündigt, ihren Vorsitzenden Thomas Kemmerich vor. Dieser wurde mit 45 Stimmen zum Ministerpräsidenten gewählt, da auf Ramelow nur 44 Stimmen entfielen und ein Abgeordneter sich der Stimme enthielt. Kindervater erhielt in diesem Wahlgang null Stimmen, obwohl er weiterhin der offizielle Kandidat der 22-köpfigen AfD-Fraktion war. Die Thüringer AfD-Fraktion war damit die erste Landtagsfraktion in der Geschichte der Bundesrepublik Deutschland, die ihrem eigenen Kandidaten für das Amt des Ministerpräsidenten im entscheidenden Wahlgang keine einzige Stimme gab. Laut Protokoll der Landtagssitzung reagierte allein die AfD-Fraktion auf die Verkündung des Wahlergebnisses mit Beifall. Die Wahl Kemmerichs zum Ministerpräsidenten, die durch Kindervaters auch im dritten Wahlgang offenbar zum Schein aufrechterhaltene Kandidatur ermöglicht wurde und die demnach auf Basis der AfD-Stimmen erfolgte, löste die Regierungskrise in Thüringen 2020 aus und wurde von der deutschen Öffentlichkeit weithin als „Tabubruch“ angesehen, weil es sich um die erste Kooperation bürgerlicher Parteien mit Rechtsextremen in einem deutschen Bundesland nach der Zeit des Nationalsozialismus gehandelt habe.

### Rücktritt als Bürgermeister
Am 6. Februar 2020 gab Kindervater seinen Rücktritt vom Amt des ehrenamtlichen Bürgermeisters Sundhausens bekannt, in das er 2016 gewählt worden war, um nach der gescheiterten Kandidatur zum Ministerpräsidenten nach eigener Aussage „Schaden von der Gemeinde abzuwenden“. Am 7. Februar 2020 übernahm daher Christopher Kaufmann, ein Beigeordneter der Freien Wähler, das Amt zunächst kommissarisch, und zum 9. November 2020 auch regulär.

## Privates
Christoph Kindervater lebt in Sundhausen und ist als Vertriebsingenieur tätig. Er ist verheiratet und hat einen Sohn.